# Ma.Bra. E.P. Volume 8
Ma.Bra. E.P. Volume 8 è un singolo dell'anno 2009, del dj italiano Maurizio Braccagni in arte Ma.Bra.

## Tracce
1. Dance 5:47
2. Bad Boy 5:41
3. Do You Want It Right Now 5:46
4. Attenzione 4:58
5. Bonus Track - Super Tanz 5:55